# Dr. Ir. Franklin Essed Stadion
Dr. Ir. Franklin Essed Stadion, ook wel Frank Essed Stadion of Flora Stadion, is een stadion aan de Jagernath Lachmonstraat in Zuidwest-Paramaribo dat onder andere wordt gebruikt door voetbalclubs Leo Victor, SV Robinhood en SNL. Het stadion is genoemd naar de Surinaams politicus en bosbouwkundige Frank Essed en is gelegen naast het Anthony Nesty Sporthal aan het westeinde van de Jagernath Lachmonstraat.

## Luchtfoto

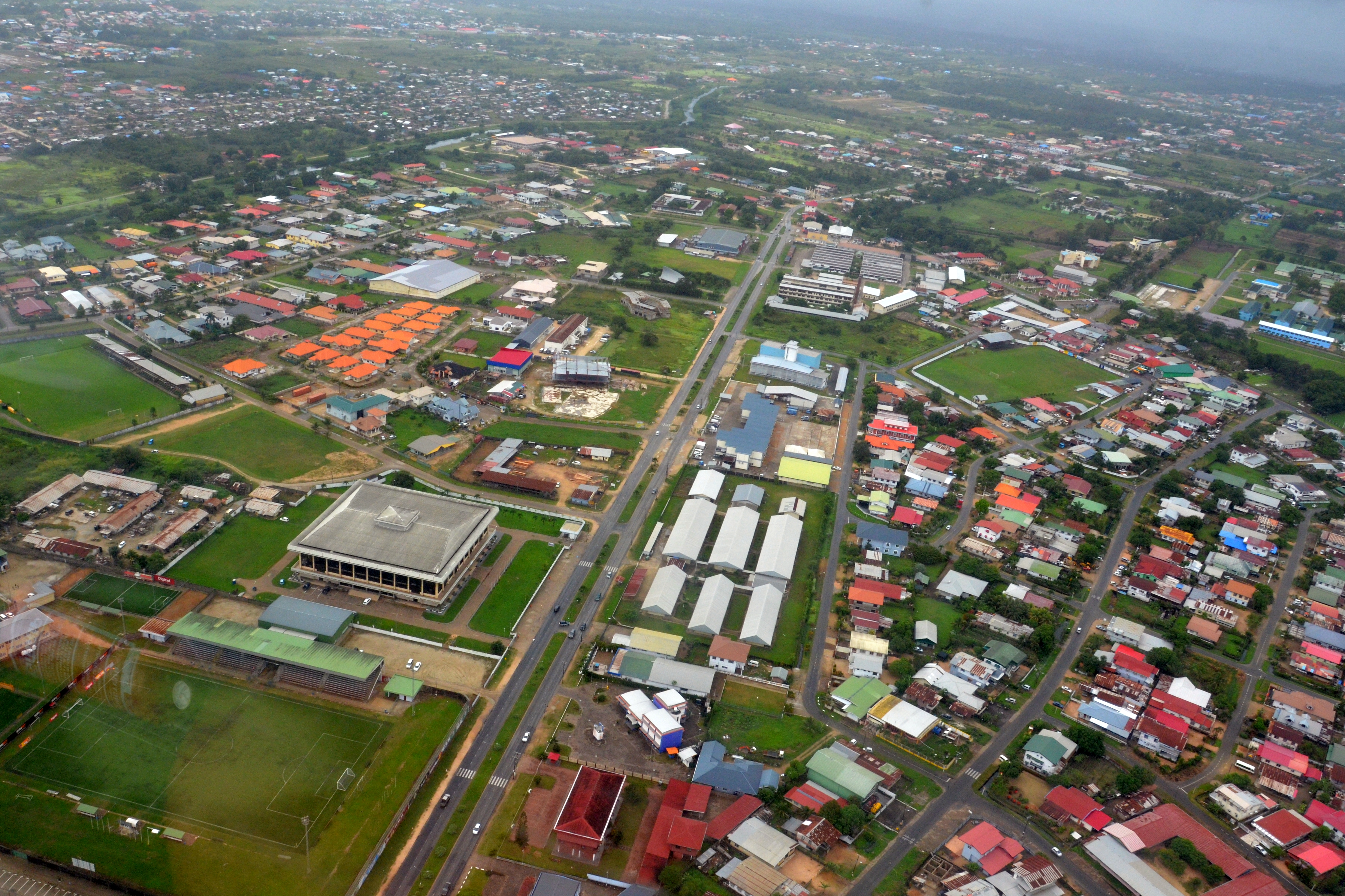
Links, naast de Anthony Nesty Sporthal

## Bespelers
- SV Leo Victor
- SV Robinhood
- SNL
- SV Voorwaarts